# Харви, Магали
Магали Харви (англ. Magali Harvey; родилась 16 августа 1990 года) — канадская регбистка, выступающая на позиции винга. Лучшая регбистка мира 2014 года по версии World Rugby.

## Игровая карьера
Харви занялась регби в возрасте 18 лет, играла за команду университета Святого Франциска Ксаверия. Имеет степень бакалавра бизнес-управления.
В составе сборной Канады по регби выступала на чемпионате мира 2014 года во Франции, став серебряным призёром со сборной. По итогам 2014 года она была признана лучшей регбисткой по версии IRB (ныне World Rugby), став первой канадкой, удостоившейся высшей индивидуальной регбийной награды в мире
В составе сборной Канады по регби-7 Харви стала серебряным призёром чемпионата мира 2013 года в Москве, а также выиграла золото Панамериканских игр 2015 года в Торонто.

## Достижения

### Командные
- Вице-чемпионка мира (регби-15): 2014
- Вице-чемпионка мира (регби-7): 2013
- Чемпионка Панамериканских игр (регби-7): 2015

### Личные
- Регбистка года по версии IRB: 2014[6][10]
- Член символической сборной чемпионата мира: 2014[11]
- Автор лучшей попытки десятилетия: 2014[12]
- Номинант на премию лучшей регбистки десятилетия по версии World Rugby: 2020[12]

## Личная жизнь
Отец — Люк Харви, член парламента Канады от округа Луи-Эбер (Квебек) в 2006—2008 годах.